# Ianchel Ianchelevici
Ianchel Ianchelevici (în idiș ‏יאַנקל יאַנקעלעװיטש‎‏‎, în rusă Янкл Янкелевич, transliterat: Iankl Iankelevici; n. 1905, Hîncești, gubernia Basarabia, Imperiul Rus – d. 1938, Tiraspol, RSS Ucraineană, URSS) a fost un evreu basarabean, poet, prezentator de radio și profesor sovietic. A scris în principal în idiș.

## Biografie
S-a născut în târgul Hîncești din ținutul Chișinău, gubernia Basarabia (Imperiul Rus). A crescut în Dubăsari, unde a absolvit hederul și școala publică. După moartea tatălui său în 1917, a rămas singurul întreținător al familiei și a fost forțat să părăsească școala. În anii 1925-1932 a locuit la Odesa, unde a studiat la secția evreiască a Institutului Pedagogic din oraș, după absolvire în 1932, a fost repartizat la Tiraspol, unde a lucrat ca profesor de limba și literatura ebraică până la sfârșitul vieții. A condus studioul de radio evreiesc local.
A debutat în 1925 în ziarul Odeser arbeter („muncitorul din Odesa”), după care a publicat poezii, povești, povești pentru copii, articole și traduceri în ziarele și revistele Yungvald („Pădurea tânără”), Der pyoner („Pionerul”), Der emes („Adevărul”) din Moscova; Yunger boy-klang („Sunet tânăr de construcție”), Yunger boy-klang („Garda tânără”), Royte velt („Lumea roșie”) și Prolit („Proletar”) din Harkov; Stern („Steaua”), Zay greyt („Fii gata”), Proletarishe fon („Steag proletar”), Sovetishe literatur („Literatura sovietică”) și Vos geven un vos gevorn („Ce a fost și ce a devenit”, antologie) din Kiev; Oktyabr  („Octombrie”) din Minsk și în altele.
Prima colecție de poezii Zaftn („Sucuri”) a fost publicată în 1931 la Harkov, urmată de alte 3 colecții de poezie în 1934, 1937 și 1938. Poezia lui Ianchelevici s-a remarcat prin lirismul și înclinația spre folclorizare. Ca poet, a fost interesat de tematica moldovenească decât de promovarea societății socialiste care îl înconjura, fapt pentru care a fost învininuit pe parcursul anilor 1930, de exemplu, de către proeminentul critic Grigori Remenik, care i-a reproșat lui Ianchelevici lipsa de interes pentru glorificarea construcției socialiste.
Poeziile sale au fost incluse în antologia  Shlakhtn, fuftsn yor oktyaber in der kinstlerisher literatur („Bătălii: cincisprezece ani din octombrie în ficțiune”, Moscova, 1932).
S-au opus închiderii școlilor evreiești. La 31 martie 1938, a fost arestat la Tiraspol în timpul Marii Epurări și condamnat la „zece ani fără drept de corespondență” și în scurt timp executat. A fost reabilitat în 1956 „din lipsă de crimă”.